# Campeonato Mundial de Atletismo em Pista Coberta de 2024 - Heptatlo masculino
A prova do heptatlo masculino do Campeonato Mundial de Atletismo em Pista Coberta de 2024 ocorreu nos dias 2 e 3 de março na Arena Commonwealth, em Glasgow, no Reino Unido.

## Recordes
Antes desta competição, os recordes mundiais e do campeonato nesta prova eram os seguintes:
|                       | Nome         | Nacionalidade  | Pontos | Local    | Data                |
| --------------------- | ------------ | -------------- | ------ | -------- | ------------------- |
| Recorde mundial       | Ashton Eaton | Estados Unidos | 6.645  | Istambul | 10 de março de 2012 |
| Recorde do campeonato | Ashton Eaton | Estados Unidos | 6.645  | Istambul | 10 de março de 2012 |

## Medalhistas
| Ouro                | Prata                 | Bronze             |
| Simon Ehammer (SUI) | Sander Skotheim (NOR) | Johannes Erm (EST) |

## Cronograma
Todos os horários são locais (UTC+0).
| Data       | Hora  | Evento                  |
| ---------- | ----- | ----------------------- |
| 2 de março | 11:00 | 60 metros               |
| 2 de março | 12:24 | Salto em distância      |
| 2 de março | 13:35 | Arremesso de peso       |
| 2 de março | 19:38 | Salto em altura         |
| 3 de março | 10:05 | 60 metros com barreiras |
| 3 de março | 11:21 | Salto com vara          |
| 3 de março | 20:47 | 1000 metros             |

## Resultados

### 60 metros
A prova teve inícios às 11:00 no dia 2 de março.
| Posição | Bateria | Atleta            | Nacionalidade  | Tempo | Pontos | Notas                |
| ------- | ------- | ----------------- | -------------- | ----- | ------ | -------------------- |
| 1       | 2       | Simon Ehammer     | Suíça          | 6.73  | 980    | Recorde da temporada |
| 2       | 2       | Sven Jansons      | Países Baixos  | 6.81  | 951    |                      |
| 3       | 2       | Ken Mullings      | Bahamas        | 6.83  | 944    | =                    |
| 4       | 2       | Makenson Gletty   | França         | 6.90  | 918    | Recorde da temporada |
| 5       | 2       | Johannes Erm      | Estónia        | 6.90  | 918    | Recorde pessoal      |
| 6       | 1       | Harrison Williams | Estados Unidos | 6.95  | 900    | Recorde da temporada |
| 7       | 2       | Vilém Stráský     | Chéquia        | 6.95  | 900    |                      |
| 8       | 1       | Jente Hauttekeete | Bélgica        | 7.06  | 861    |                      |
| 9       | 1       | Sander Skotheim   | Noruega        | 7.06  | 861    |                      |
| 10      | 1       | Markus Rooth      | Noruega        | 7.08  | 854    | Recorde pessoal      |
| 11      | 1       | Ondřej Kopecký    | Chéquia        | 7.10  | 847    |                      |

### Salto em distância
A prova teve inícios às 12:24 no dia 2 de março.
| Posição | Atleta            | Nacionalidade  | #1   | #2   | #3   | Resultados | Pontos | Notas                | Total |
| ------- | ----------------- | -------------- | ---- | ---- | ---- | ---------- | ------ | -------------------- | ----- |
| 1       | Simon Ehammer     | Suíça          | 8.03 | x    | 8.00 | 8.03       | 1068   |                      | 2048  |
| 2       | Sven Jansons      | Países Baixos  | 7.79 | 7.41 | -    | 7.79       | 1007   | Recorde pessoal      | 1958  |
| 3       | Sander Skotheim   | Noruega        | 7.74 | 7.73 | 7.75 | 7.75       | 997    |                      | 1858  |
| 4       | Johannes Erm      | Estónia        | 7.71 | 7.63 | 7.42 | 7.71       | 987    | Recorde da temporada | 1905  |
| 5       | Ken Mullings      | Bahamas        | 7.65 | 7.57 | 7.69 | 7.69       | 982    | Recorde pessoal      | 1926  |
| 6       | Markus Rooth      | Noruega        | 7.61 | 7.65 | 7.68 | 7.68       | 980    | Recorde pessoal      | 1834  |
| 7       | Vilém Stráský     | Chéquia        | 6.77 | 7.25 | 7.04 | 7.25       | 874    | =                    | 1774  |
| 8       | Ondřej Kopecký    | Chéquia        | 7.00 | 7.24 | 7.23 | 7.24       | 871    |                      | 1718  |
| 9       | Jente Hauttekeete | Bélgica        | 6.75 | x    | 7.22 | 7.22       | 866    |                      | 1727  |
| 10      | Makenson Gletty   | França         | 7.01 | 7.14 | 7.12 | 7.14       | 847    |                      | 1765  |
|         | Harrison Williams | Estados Unidos |      |      |      | DNS        | 0      |                      | DNF   |

### Arremesso de peso
A prova teve inícios às 13:35 no dia 2 de março.
| Posiçãok | Atleta            | Nacionalidade | #1    | #2    | #3    | Resultados | Pontos | Notas                | Total |
| -------- | ----------------- | ------------- | ----- | ----- | ----- | ---------- | ------ | -------------------- | ----- |
| 1        | Makenson Gletty   | França        | 15.89 | 16.26 | 16.95 | 16.95      | 910    | Recorde pessoal      | 2675  |
| 2        | Johannes Erm      | Estónia       | 15.45 | 15.70 | 15.72 | 15.72      | 834    | Recorde pessoal      | 2739  |
| 3        | Markus Rooth      | Noruega       | 14.48 | 15.52 | 15.12 | 15.52      | 822    | Recorde pessoal      | 2656  |
| 4        | Vilém Stráský     | Chéquia       | 14.54 | 14.67 | 14.45 | 14.67      | 769    | Recorde pessoal      | 2543  |
| 5        | Sander Skotheim   | Noruega       | 14.10 | 14.58 | 14.35 | 14.58      | 764    | Recorde pessoal      | 2622  |
| 6        | Ken Mullings      | Bahamas       | 13.62 | 14.49 | 14.33 | 14.49      | 758    |                      | 2684  |
| 7        | Jente Hauttekeete | Bélgica       | 14.48 | x     | x     | 14.48      | 758    | Recorde da temporada | 2485  |
| 8        | Simon Ehammer     | Suíça         | 12.58 | 13.67 | 14.39 | 14.39      | 752    | Recorde da temporada | 2800  |
| 9        | Ondřej Kopecký    | Chéquia       | 13.15 | x     | 13.79 | 13.79      | 715    |                      | 2433  |
| 10       | Sven Jansons      | Países Baixos | 13.22 | 13.49 | 13.54 | 13.54      | 700    |                      | 2658  |

### Salto em altura
A prova teve inícios às 19:38 no dia 2 de março.
| Posição | Atleta            | Nacionalidade | 1.83 | 1.86 | 1.89 | 1.92 | 1.95 | 1.98 | 2.01 | 2.04 | 2.07 | 2.10 | 2.13 | 2.16 | 2.19 | Resultados | Pontos | Notas                | Total |
| ------- | ----------------- | ------------- | ---- | ---- | ---- | ---- | ---- | ---- | ---- | ---- | ---- | ---- | ---- | ---- | ---- | ---------- | ------ | -------------------- | ----- |
| 1       | Ken Mullings      | Bahamas       | –    | –    | –    | –    | –    | –    | xo   | o    | xxo  | xo   | xo   | xxo  | xxr  | 2.16       | 953    | Recorde pessoal      | 3637  |
| 2       | Sander Skotheim   | Noruega       | –    | –    | –    | –    | –    | –    | o    | –    | o    | o    | xo   | xxx  |      | 2.13       | 925    | Recorde da temporada | 3547  |
| 3       | Jente Hauttekeete | Bélgica       | –    | –    | –    | –    | xo   | –    | xxo  | xxx  |      |      |      |      |      | 2.01       | 813    |                      | 3298  |
| 4       | Johannes Erm      | Estónia       | xo   | –    | xo   | o    | o    | xxo  | xxo  | xxx  |      |      |      |      |      | 2.01       | 813    | Recorde da temporada | 3552  |
| 5       | Markus Rooth      | Noruega       | –    | –    | –    | xo   | o    | xo   | xxx  |      |      |      |      |      |      | 1.98       | 785    | Recorde da temporada | 3441  |
| 6       | Vilém Stráský     | Chéquia       | –    | o    | o    | o    | o    | xxo  | xxx  |      |      |      |      |      |      | 1.98       | 785    | Recorde da temporada | 3328  |
| 7       | Simon Ehammer     | Suíça         | –    | –    | xo   | xo   | o    | xxx  |      |      |      |      |      |      |      | 1.95       | 758    |                      | 3558  |
| 7       | Sven Jansons      | Países Baixos | o    | o    | xxo  | o    | o    | xxx  |      |      |      |      |      |      |      | 1.95       | 758    |                      | 3416  |
| 9       | Makenson Gletty   | França        | –    | –    | –    | o    | xxx  |      |      |      |      |      |      |      |      | 1.92       | 731    |                      | 3406  |
| 10      | Ondřej Kopecký    | Chéquia       | –    | xxo  |      |      |      |      |      |      |      |      |      |      |      | 1.86       | 679    |                      | 3112  |

### 60 metros com barreiras
A prova teve inícios às 10:05 no dia 3 de março.
| Posição | Bateria | Atleta            | Nacionaliade  | Tempo | Pontos | Notas                | Total |
| ------- | ------- | ----------------- | ------------- | ----- | ------ | -------------------- | ----- |
| 1       | 2       | Simon Ehammer     | Suíça         | 7.62  | 1080   |                      | 4638  |
| 2       | 2       | Ken Mullings      | Bahamas       | 7.76  | 1043   | Recorde pessoal      | 4680  |
| 3       | 2       | Makenson Gletty   | França        | 7.82  | 1028   |                      | 4434  |
| 4       | 1       | Vilém Stráský     | Chéquia       | 7.95  | 994    | Recorde da temporada | 4322  |
| 5       | 1       | Markus Rooth      | Noruega       | 8.01  | 979    | Recorde pessoal      | 4420  |
| 6       | 2       | Sander Skotheim   | Noruega       | 8.05  | 969    |                      | 4516  |
| 7       | 1       | Jente Hauttekeete | Bélgica       | 8.09  | 959    |                      | 4257  |
| 8       | 2       | Sven Jansons      | Países Baixos | 8.12  | 952    |                      | 4368  |
| 9       | 1       | Ondřej Kopecký    | Chéquia       | 8.14  | 947    |                      | 4059  |
| 10      | 1       | Johannes Erm      | Estónia       | 8.21  | 930    | Recorde da temporada | 4482  |

### Salto com vara
A prova teve inícios às 11:21 no dia 3 de março.
| Posição | Atleta            | Nacionalidade | 4.30 | 4.40 | 4.50 | 4.60 | 4.70 | 4.80 | 4.90 | 5.00 | 5.10 | 5.20 | 5.30 | Resultados | Pontos | Notas                | Total |
| ------- | ----------------- | ------------- | ---- | ---- | ---- | ---- | ---- | ---- | ---- | ---- | ---- | ---- | ---- | ---------- | ------ | -------------------- | ----- |
| 1       | Simon Ehammer     | Suíça         | –    | –    | –    | –    | o    | –    | o    | o    | o    | o    | xxx  | 5.20       | 972    |                      | 5610  |
| 2       | Markus Rooth      | Noruega       | –    | –    | –    | –    | –    | o    | o    | xo   | o    | xxx  |      | 5.10       | 941    | Recorde pessoal      | 5361  |
| 2       | Sander Skotheim   | Noruega       | –    | –    | –    | –    | –    | o    | –    | xo   | o    | xxx  |      | 5.10       | 941    |                      | 5457  |
| 4       | Johannes Erm      | Estónia       | –    | –    | –    | o    | –    | o    | xo   | xo   | xxo  | xxx  |      | 5.10       | 941    | Recorde pessoal      | 5423  |
| 5       | Jente Hauttekeete | Bélgica       | –    | –    | –    | –    | o    | xo   | o    | xo   | xxx  |      |      | 5.00       | 910    | Recorde da temporada | 5167  |
| 6       | Makenson Gletty   | França        | –    | –    | –    | –    | xxo  | –    | xo   | xxo  | xxx  |      |      | 5.00       | 910    |                      | 5344  |
| 7       | Vilém Stráský     | Chéquia       | –    | o    | –    | o    | o    | xo   | xo   | xxx  |      |      |      | 4.90       | 880    |                      | 5202  |
| 7       | Ondřej Kopecký    | Chéquia       | –    | –    | –    | xo   | –    | –    | xo   | r    |      |      |      | 4.90       | 880    | Recorde da temporada | 4939  |
| 9       | Sven Jansons      | Países Baixos | o    | –    | o    | o    | o    | xo   | xxx  |      |      |      |      | 4.80       | 849    | Recorde pessoal      | 5217  |
| 10      | Ken Mullings      | Bahamas       | –    | xo   | o    | o    | xxx  |      |      |      |      |      |      | 4.60       | 790    |                      | 5470  |

### 1000 metros
A prova teve inícios às 20:47 no dia 3 de março.
| Posição | Atleta            | Nacionalidade | Resultados | Pontos | Notas                | Total |
| ------- | ----------------- | ------------- | ---------- | ------ | -------------------- | ----- |
| 1       | Sander Skotheim   | Noruega       | 2:33.23    | 950    | Recorde pessoal      | 6407  |
| 2       | Johannes Erm      | Estónia       | 2:36.15    | 917    | Recorde da temporada | 6340  |
| 3       | Vilém Stráský     | Chéquia       | 2:39.56    | 878    | Recorde pessoal      | 6080  |
| 4       | Sven Jansons      | Países Baixos | 2:41.26    | 859    | Recorde da temporada | 6076  |
| 5       | Makenson Gletty   | França        | 2:42.76    | 843    |                      | 6187  |
| 6       | Simon Ehammer     | Suíça         | 2:46.03    | 808    | Recorde pessoal      | 6418  |
| 7       | Ondřej Kopecký    | Chéquia       | 2:46.90    | 798    |                      | 5737  |
| 8       | Jente Hauttekeete | Bélgica       | 2:49.29    | 773    |                      | 5940  |
| 9       | Ken Mullings      | Bahamas       | 2:49.35    | 772    | Recorde pessoal      | 6242  |
|         | Markus Rooth      | Noruega       | DNS        |        |                      |       |

## Classificação final
Esse foi o resultado final.
| Posição           | Atleta            | Nacionalidade  | Pontos | Notas            | 60m       | SD         | AP         | SA        | 60 m C/B   | SV        | 1000 m      |
| ----------------- | ----------------- | -------------- | ------ | ---------------- | --------- | ---------- | ---------- | --------- | ---------- | --------- | ----------- |
| Medalha de ouro   | Simon Ehammer     | Suíça          | 6418   | ,                | 980 6.73s | 1068 8.03m | 752 14.39m | 758 1.95m | 1080 7.62s | 972 5.20m | 808 2:46.03 |
| Medalha de prata  | Sander Skotheim   | Noruega        | 6407   | Recorde nacional | 861 7.06s | 997 7.75m  | 764 14.58m | 925 2.13m | 969 8.05s  | 941 5.10m | 950 2:33.23 |
| Medalha de bronze | Johannes Erm      | Estónia        | 6340   | Recorde pessoal  | 918 6.90s | 987 7.71m  | 834 15.72m | 813 2.01m | 930 8.21s  | 941 5.10m | 917 2:36.15 |
| 4                 | Ken Mullings      | Bahamas        | 6242   |                  | 944 6.83s | 982 7.69m  | 758 14.49m | 953 2.16m | 1043 7.76s | 790 4.60m | 772 2:49.35 |
| 5                 | Makenson Gletty   | França         | 6187   |                  | 918 6.90s | 847 7.14m  | 910 16.95m | 731 1.92m | 1028 7.82s | 910 5.00m | 843 2:42.76 |
| 6                 | Vilém Stráský     | Chéquia        | 6080   | Recorde pessoal  | 900 6.95s | 874 7.25m  | 769 14.67m | 785 1.98m | 994 7.95s  | 880 4.90m | 878 2:39.56 |
| 7                 | Sven Jansons      | Países Baixos  | 6076   | Recorde pessoal  | 951 6.81s | 1007 7.79m | 700 13.54m | 758 1.95m | 952 8.12s  | 849 4.80m | 859 2:41.26 |
| 8                 | Jente Hauttekeete | Bélgica        | 5940   |                  | 861 7.06s | 866 7.22m  | 758 14.48m | 813 2.01m | 959 8.09s  | 910 5.00m | 773 2:49.29 |
| 9                 | Ondřej Kopecký    | Chéquia        | 5737   |                  | 847 7.10s | 871 7.24m  | 715 13.79m | 679 1.86m | 947 8.14s  | 880 4.90m | 798 2:46.90 |
|                   | Markus Rooth      | Noruega        | DNF    |                  | 854 7.08s | 980 7.68m  | 822 15.52m | 785 1.98m | 979 8.01s  | 941 5.10m | DNS         |
|                   | Harrison Williams | Estados Unidos | DNF    |                  | 900 6.95s | DNS        | DNS        | DNS       | DNS        | DNS       | DNS         |

Legenda
| Recorde mundial       | Recorde mundial (World record)               |                       | Recorde africano                      | Recorde africano (African) |                                           | Q | Classificado por posição (Qualified) |
| Recorde do campeonato | Recorde do campeonato (Championship record)  | Recorde da América    | Recorde da América (Americas)         | q                          | Classificado por melhor tempo (Qualified) |   |                                      |
| Melhor marca do ano   | Melhor marca do ano (World leading)          | Recorde asiático      | Recorde asiático (Asian)              | DNS                        | Não largou (Did not start)                |   |                                      |
| Recorde nacional      | Recorde nacional (National record)           | Recorde europeu       | Recorde europeu (European)            | DNF                        | Não terminou (Did not finish)             |   |                                      |
| Recorde pessoal       | Recorde pessoal do atleta (Personal best)    | Recorde da Oceania    | Recorde da Oceania (Oceania)          | DSQ / DQ                   | Desclassificado (Disqualified)            |   |                                      |
| Recorde da temporada  | Recorde da temporada do atleta (Season best) | Recorde sul-americano | Recorde sul-americano (South America) | NM                         | Sem marca (No mark)                       |   |                                      |